# Liste der Monuments historiques in Gibourne
Die Liste der Monuments historiques in Gibourne führt die Monuments historiques in der französischen Gemeinde Gibourne auf.

## Liste der Bauwerke
| Bezeichnung    | Beschreibung                       | Standort                | Kennzeichnung | Schutzstatus | Datum | Bild           |
| -------------- | ---------------------------------- | ----------------------- | ------------- | ------------ | ----- | -------------- |
| Hosianna-Kreuz | Romanisches Kreuz, 12. Jahrhundert | auf dem Friedhof (Lage) | PA00104700    | Inscrit      | 1949  | weitere Bilder |